# Klimakatastrophe

Entwicklung der globalen Durchschnittstemperatur während der letzten 2000 Jahre.

Klimakatastrophe bezeichnet den Klimawandel mit weltweiten katastrophalen Wirkungen. Dazu gehört auch eine unkontrollierte Globale Erwärmung, etwa als Treibhaus-Erde-Szenario. Besonders die Massenmedien verwenden den Begriff oft als Deutungsrahmen für befürchtete Folgen des menschengemachten Klimawandels. Mitunter bezeichnet man auch in der Klimafolgenforschung drastische Konsequenzen als Klimakatastrophe. Klimakatastrophen dienen als Motive in Literatur und Film. Die derzeitige politische, gesellschaftliche und technologische Klimakrise würde, falls sie nicht gelöst wird, in eine Klimakatastrophe münden.

## Aspekte und Mechanismen
Der Weltklimarat nennt in seinem Vierten Sachstandsbericht durch den Klimawandel ausgelöste Kippelemente und abrupte Änderungen des Erdsystems als mögliche Ursache potentiell katastrophaler Folgen. Hierzu zählen unter anderem ein drastischer und über viele Jahrhunderte andauernder Meeresspiegelanstieg, ausgeprägte und schnell stattfindende regionale, abrupte Klimawechsel durch einen Zusammenbruch der thermohalinen Zirkulation, Ernteausfälle durch häufigere und extreme Dürren oder den Zusammenbruch des indischen Sommermonsuns, sowie möglicherweise seltenere aber intensivere tropische Zyklone.
Drastische Veränderungen von Meeresströmungen sowie die Tatsache, dass das Klima ein chaotisches, mit vielerlei Rückkopplungen ausgestattetes System darstellt, können zu abrupten Klimawechsel führen. Würde der warme Golfstrom versiegen, käme es in Mitteleuropa zu einer starken Abkühlung, in dessen Folge Ernteausfälle zu erwarten sind.
Hansen u. a. 2013 berechnen eine Klimasensitivität von (3–4 °C) basierend auf einem 550-ppm-CO2-Szenario, d. h., er erwartet bei einer atmosphärischen Treibhausgaskonzentration, die einer Konzentration von Kohlenstoffdioxid von 550 ppm entspricht, eine Erwärmung um 3–4 °C. (Addiert man die Treibhauswirkung von Kohlenstoffdioxid mit der Wirkung anderer Treibhausgase, deren Konzentration der Mensch erhöht hat, so erhält man für das Jahr 2015 ein CO2-Äquivalent von 485 ppm.) Das Verbrennen aller fossilen Brennstoffe würde die Luft über den Kontinenten durchschnittlich um 20 °C erwärmen und die Pole um 30 °C. Die Erde würde größtenteils unbewohnbar werden. Das Szenario eines galoppierenden Treibhauseffekts (engl. runaway greenhouse effect), der zu klimatischen Bedingungen wie auf der Venus führen und die Erde vollständig unbewohnbar machen würde, sieht er als durch menschliche Aktivität aber als nicht auslösbar an.

Größere Klimarisiken bei stärkerer globaler Erwärmung

Risiko und Ausmaß der Folgen des Klimawandels nehmen mit dem Ausmaß der Erwärmung zu. Eine Erwärmung von mehr als zwei Grad wird häufig als gefährlich angesehen, weswegen von der Politik eine Begrenzung der Erwärmung auf zwei Grad beschlossen wurde, das sogenannte Zwei-Grad-Ziel. Mit stärker zunehmender Erwärmung steigt die Gefahr katastrophaler Folgen, wie von Extremwetterereignissen, überproportional. Der Stern-Report nennt bei einer Temperaturzunahme um 5 °C soziale Verwerfungen, Sicherheitsrisiken und Migration als mögliche katastrophale Folge des Klimawandels.

## Bedeutung für Klimaschutzmaßnahmen
Die Bedrohung durch Folgen des Klimawandels, die unwahrscheinlich sind, aber katastrophale Auswirkungen hätten, spielt eine Rolle in der ökonomischen Diskussion um die Begrenzung der globalen Erwärmung. Weil für katastrophale Szenarien der globalen Erwärmung keine Erfahrungen vorliegen, sind Schadensschätzungen nicht möglich. Ökonomische Kosten-Nutzen Modelle des Klimawandels erfassen diese Folgen bei der Berechnung eines optimalen Emissionspfades nicht. Eine Klimapolitik auf Basis solcher Emissionspfade würden Klimakatastrophen nicht mit hinreichender Sicherheit ausschließen. Daher schlagen manche Wissenschaftler, zum Beispiel Martin Weitzman und ihm folgend Paul Krugman, vor, ambitioniertere Klimaschutzmaßnahmen als Versicherung gegen Klimakatastrophen zu betrachten.

## Begriffsgeschichte
Dass an den Grenzen beziehungsweise Übergängen geochronologischer Perioden fast immer ein Massenaussterben stattgefunden hatte, war seit dem frühen 19. Jahrhundert bekannt. Erklärt wurden diese biologischen Krisen und Katastrophen bis weit in das 20. Jahrhundert zumeist mit Meeresspiegelschwankungen, Kontinentalverschiebungen, Klima- und Umweltveränderungen. Ein bekanntes Beispiel ist das Sauriersterben, zu dem es mehrere Theorien gibt.
Im Jahr 1956 verwies das Time Magazine im Vorfeld des Internationalen Geophysikalischen Jahres (1957/1958) auf Warnungen von Roger Revelle, dass anhaltende CO2-Emissionen in vielleicht 50 Jahren heftige Wirkungen auf das Klima haben könnten, und bezeichnete potentielle Folgen einer durch Rückkopplungen verstärkten globalen Erwärmung, speziell einen durch das Abschmelzen der grönländischen und antarktischen Eisschilde verursachten globalen Meeresspiegelanstieg, als „Katastrophe“. In den 1960er Jahren warnten erste wissenschaftliche Gremien, die Freisetzung von CO2 sei einzigartig in der Erdgeschichte, stabilisierende Mechanismen, wie etwa Kohlenstoffsenken, könnten ihre Grenzen erreichen, und menschenverursachte, letztendlich „alarmierende“ Prozesse könnten im Gang sein. In den 1970er und 1980er Jahren zeichneten wissenschaftliche Veröffentlichungen vermehrt das Bild eines gefährlichen, durch menschliche Treibhausgasemissionen verursachten Klimawandels und warfen die Frage auf, inwieweit Maßnahmen zu seiner Vermeidung getroffen werden müssten.
Spätestens seit 1977 tauchte der Begriff „Klimakatastrophe“ immer wieder in Warnungen vor einer menschenverursachten globalen Erwärmung auf. Im Dezember 1985 warnte der Arbeitskreis Energie der Deutschen Physikalischen Gesellschaft (DPG) in einer Pressemitteilung vor einer drohenden Klimakatastrophe. Einige Monate später publizierte die DPG in einer gemeinsamen Stellungnahme mit der Deutschen Meteorologischen Gesellschaft eine weitere Warnung vor drohenden „Klimaänderungen“, in der das Wort Katastrophe nicht mehr vor kam, die Klimaveränderungen jedoch als „eine der größten Gefahren für die Menschheit“ bezeichnet werden, „abgesehen von einem Krieg mit Kernwaffen“. Der Begriff „Klimakatastrophe“ wurde von Massenmedien und Politik aufgegriffen und das Problem des Klimawandels häufig vereinfachend als drohende Katastrophe gezeichnet.
In den Jahren 2007 und 2010, im Zusammenhang zunehmender Berichterstattung über den Klimawandel anlässlich der UN-Klimakonferenzen auf Bali und in Kopenhagen, des Vierten Sachstandsberichts des IPCC und Al Gores Film Eine unbequeme Wahrheit, tauchte der Begriff wieder etwas häufiger in den Medien auf, wird aber im Vergleich zu Begriffen wie Klimaschutz oder Klimawandel selten verwendet.
Das Wort „Klimakatastrophe“ wurde von der Gesellschaft für deutsche Sprache zum Wort des Jahres 2007 gewählt, es kennzeichne „prägnant die bedrohliche Entwicklung, die der Klimawandel nimmt“. Ein Medienverbund wählte das Wort zu einem der 100 Wörter des Jahrhunderts, weil es besonders bezeichnend für das 20. Jahrhundert gewesen sei.

## Kritik an der Verwendung des Begriffs
Im Jahr 2000 standen Wissenschaftler, auch wenn sie die Folgen der globalen Erwärmung als bedrohlich ansahen, der Verwendung des Begriffs in den Medien für Folgen der globalen Erwärmung reserviert gegenüber. Sie befürchteten eine zu starke Dramatisierung ihrer Forschungsergebnisse. Noch im Jahr 2007 gab es Forscher, die für damals in Medien gelegentlich dargestellte extreme Katastrophenszenarien, wie ein plötzliches Entweichen großer Mengen von Methanhydraten und abrupte Erwärmung, darauf hinwiesen, dass sie in naher Zukunft zwar nicht auszuschließen, aber unwahrscheinlich seien.
Spätestens seit 2020 wird der Begriff der drohenden Klimakatastrophe seitens der Vereinten Nationen auf der Basis der IPCC Berichte regelmäßig für das Szenario genutzt, bei dem Globale Politik die bis Oktober 2022 getroffenen Entscheidungen zur Begrenzung des Klimawandels nicht drastisch anpasst.

## Klimakatastrophe und Kultur
Eine Klimakatastrophe ist Thema mehrerer Filme, z. B. Waterworld und The Day After Tomorrow, sowie Thema von Dokumentarfilmen wie Eine unbequeme Wahrheit und The Age of Stupid.